# مورو جانسکی
مورو جانسکی (ایتالیایی: Mauro Gianneschi; ۳ اوت ۱۹۳۱ – ۲۱ ژانویهٔ ۲۰۱۶) دوچرخه‌سوار اهل ایتالیا بود.